# Научные школы в Башкортостане

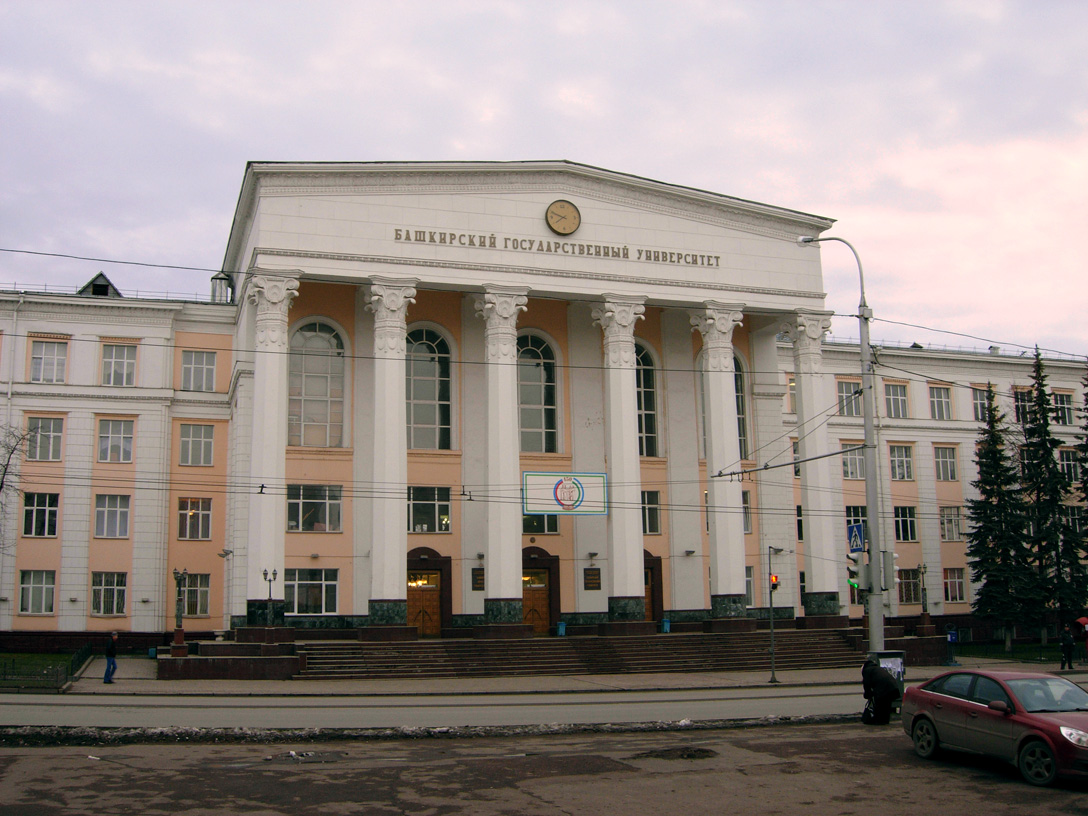
Башкирский государственный университет (ныне Уфимский университет науки и технологий)

Научные школы в Башкортостане —  научные сообщества в Республике Башкортостан со своими  научными  системами и научными взглядами на актуальные проблемы науки. В формировании научных школ Республики Башкортостан принимают участие как видные учёные Республики, так и государство, привлекая к работе в Республике ведущих учёных разных областей науки (А. Ф. Лентьев, В. В. Напалков, В. П. Громов, Ю. Н. Фролов и др.). 
Научные школы в РБ сформировались в рамках кафедр учебных институтов и университетов (Башкирский государственный университет (ныне Уфимский университет науки и технологий), Уфимский государственный авиационный технический университет (ныне Уфимский университет науки и технологий), Башкирский государственный аграрный университет, Уфимский государственный нефтяной технический университет, Башкирский государственный педагогический университет имени М. Акмуллы и др.), отделениях Академии наук РБ, РАН (Институт истории, языка и литературы УНЦ РАН), НИИ и объединений учёных разных уровней.
Развитие в РБ нефтедобычи и нефтепереработки обусловило специализацию ряда научных школ в изучении трубопроводного транспорта,  химических полимеров, аппаратостроении, развитии математического аппарата, используемого для анализа прочности конструкций. Одним из ведущих офтальмологических учреждений в стране является Уфимский НИИ глазных болезней со своей офтальмологической школой.
Широкие возможности и необходимость развития сельского хозяйства, районирования растений привели к созданию научных школ в этой области.
В РФ один раз в 2 года проводится конкурс на получение средств (грантов) для государственной поддержки ведущих Научных школ РФ. В конкурсах принимают участие и научные школы РБ.

## Характеристика
В настоящее время в РБ созданы и работают признанные в России и за рубежом научные школы в областях наук:

### Математика, физика, инженерные науки, техника

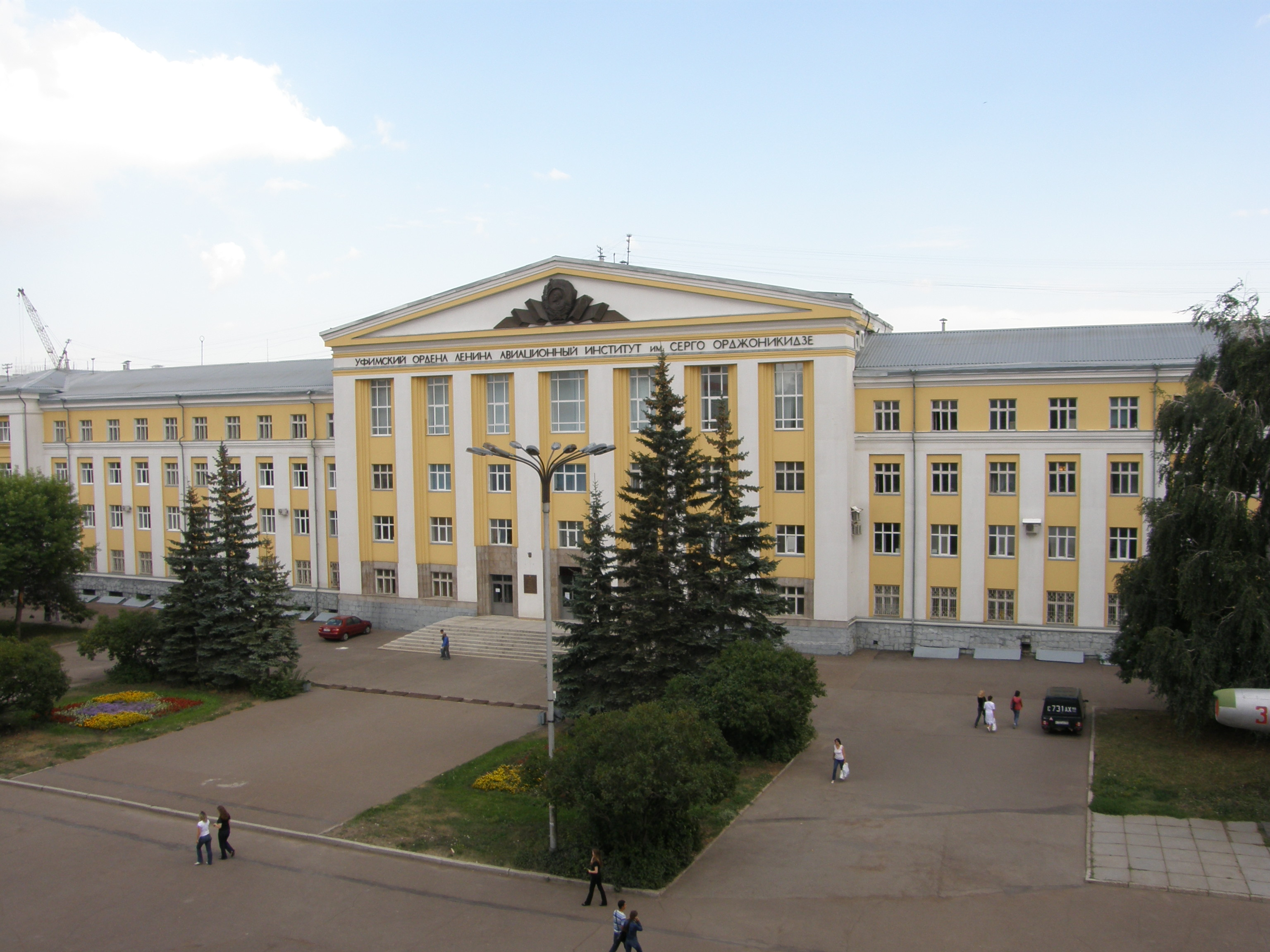
Уфимский государственный авиационный технический университет (ныне Уфимский университет науки и технологий)

- Нефтехимическое аппаратостроение  — научный руководитель А. В. Бакиев[3];
- Математическое моделирование нефтегазодобычи — научные руководители Р. Н. Бахтизин, М. М. Хасанов;
- Трубопроводный транспорт — научные руководители А. Г. Гумеров, А. М. Шаммазов;
- Прочность конструкций — научный руководитель В. С. Жернаков;
- Механика сплошных сред, теория взаимодействия конструкций с рабочими средами — М. А. Ильгамов;
- Многосвязные системы управления — Б. Г. Ильясов;
- Сверхпластичность металлов и сплавов — О. А. Кайбышев;
- Электромагнитная термодинамика дисперсных сред — Л. А. Ковалёва (Ф. Л. Саяхов);
- Масс-спектрометрия отрицательных ионов — О. Г. Хвостенко (В. И. Хвостенко);
- Физика, химия и механика поверхности — В. С. Мухин;
- Физико-химическая гидродинамика многофазных сред — В. Ш. Шагапов;
- Магнитные, магнитоупругие и магнитоэлектрические свойства твёрдых тел — Р. М. Вахитов (М. М. Фарзтдинов) и др.;
- Многомерный комплексный анализ — В. В. Напалков (А. Ф. Леонтьев).

### Химия, материаловедение

Уфимский государственный нефтяной технический университет

- Химия и технология полимеров — С. В. Колесов (К. С. Минскер);
- Химия сераорганических соединений — Н. К. Ляпина (Р. Д. Оболенцев);
- Химия ацеталей — С. С. Злотский (Д. Л. Рахманкулов) и др.

### Науки о Земле и природных ресурсах
- Рациональное использование и охрана водных ресурсов — Р. Ф. Абдрахманов;
- Прикладная геотермия — Р. А. Валиуллин (И. Л. Дворкин);
- Геотектоника — М. А. Камалетдинов;
- Комплексная переработка нефтей и нефтяных остатков — Э. Г. Теляшев, геодинамика Урала и сопредельных территорий — В. Н. Пучков и др.

### Медицина

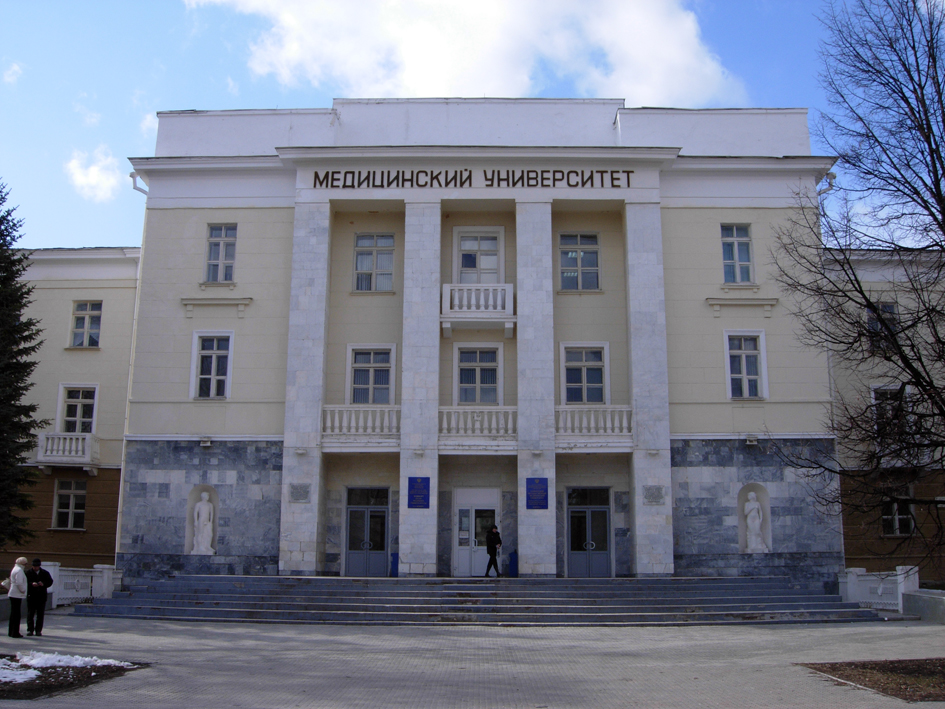
Башкирский государственный медицинский университет

- Детская офтальмология — М. Т. Азнабаев (Г. Х. Кудояров) (Уфимский научно-исследовательский институт глазных болезней);
- Экологическая и клиническая биохимия — Ф. Х. Камилов;
- Медицина труда и экология человека — Л. М. Карамова (Г. М. Мухаметова);
- Лекарства — Д. Н. Лазарева (И. А. Лерман);
- Диагностика и лечение рака — Ш. Х. Ганцев (Н. П. Ников);
- Сердечно-сосудистая хирургия — В. В. Плечев (Н. Г. Гатауллин);
- Диагностика наследственных болезней человека — Р. В. Магжанов;
- Диагностика и лечение геморрагической лихорадки — Д. Х. Хунафина, Р. М. Фазлыева;
- Регенеративная хирургия — Э. Р. Мулдашев;
- Иммунобиологические препараты — М. М. Алсынбаев, Е. В. Бобкова, Н. Н. Ворошилова, С. А. Еникеева, Р. Ш. Магазов, В. А. Стригин и др.

### Биология
- Биотехнология растений — Р. Р. Ахметов;
- Фундаментальные закономерности и прикладные аспекты деятельности мозга человека — Л. Б. Калимуллина;
- Почвенная альгология — Р. Р. Кабиров;
- Лесоведение и индустриальная дендроэкология — А. Ю. Кулагин (Ю. З. Кулагин);
- Фитоценология — Б. М. Миркин, лесная популяционная генетика — Н. В. Старова;
- Молекулярная биология и генетика — Э. К. Хуснутдинова и др.

### Сельскохозяйственные науки

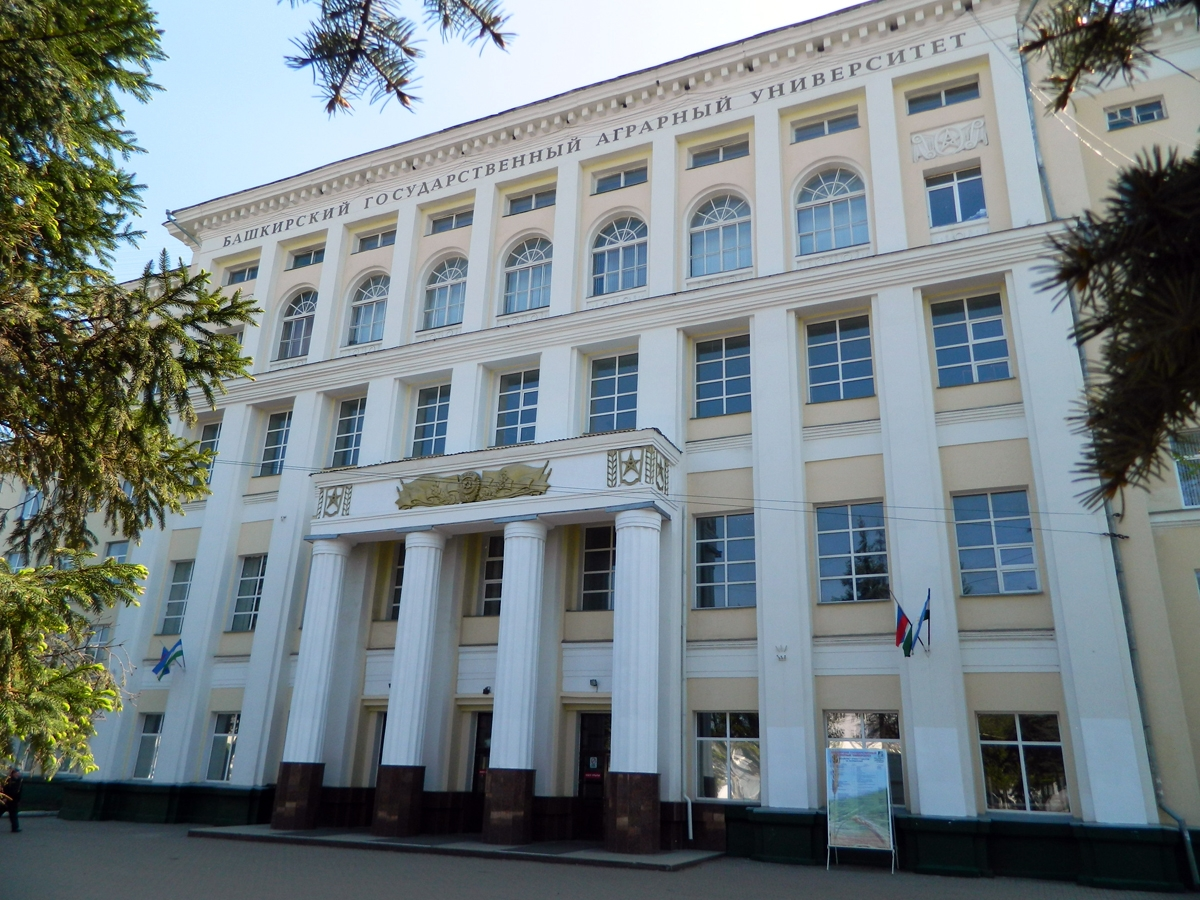
Башкирский государственный аграрный университет

- Физиология сельскохозяйственных растений — Р. Х. Авзалов (П. Т. Тихонов);
- Технология возделывания зерновых культур и кормовых культур — Р. Р. Исмагилов, С. Н. Надежкин (С. А. Кунакбаев, В. Х. Хангильдин);
- Зоогигиена — Е. П. Дементьев (В. И. Мозжерин);
- Ветеринарные лекарственные препараты — А. Ф. Исмагилова;
- Патологическая анатомия, диагностика болезней животных — Е. Н. Сковородин;
- Системы земледелия в Башкортостане — З. З. Аюпов (Э. М. Рахимов);
- Гельминтология — Р. Г. Фазлаев (Х. В. Аюпов);
- Почвоведение Башкортостана — И. К. Хабиров, Ф. Х. Хазиев (С. Н. Тайчинов);
- Повышение продуктивности лесов Южного Урала — А. Ф. Хайретдинов и др.

### Общественные и гуманитарные науки
- Экономико-математическое моделирование региональных социально-экономических процессов — Х. Н. Гизатуллин;
- Региональная экономика — М. Н. Исянбаев, К. Н. Юсупов;
- Экономическая теория — А. Х. Махмутов, В. К. Нусратуллин;
- Экономические отношения в сельскохозяйственном производстве — У. Г. Гусманов (М. И. Такумбетов);
- Аграрное право — Ф. М. Раянов и др.;
- Педагогика высшей школы — Раиль М. Асадуллин;
- Трудовая подготовка учащихся — К. Ш. Ахияров;
- Педагогическая культурология — В. Л. Бенин;
- Онтология и теория познания — Б. С. Галимов (Т. Г. Султангузин);
- Лингвокультурология — Л. Г. Саяхова;
- Теория и история башкирской литературы — Г. Б. Хусаинов (А. И. Харисов) (Институт истории, языка и литературы УНЦ РАН);
- Башкирский язык в системе урало-алтайских языков — М. В. Зайнуллин (Д. Г. Киекбаев);
- Текстология восточных рукописных и старопечатных книг — И. Г. Галяутдинов;
- Социальная структура общества — Н. А. Аитов, Ф. С. Файзуллин и др.

В Башкортостане грантополучателями Президента РФ являются ведущие научные школы: объёмные наноструктурные металлы и сплавы для инновационных применений —  Р. З. Валиев, структурно-функциональная организация генов вирусов, растений и животных и микроорганизмов — В. А. Вахитов, катализ металлокомплексный в органическом и металлоорганическом синтезе — У. М. Джемилев,  многомерный комплексный анализ — В. В. Напалков (А. Ф. Леонтьев), теплофизика и механика многофазных сред — Р. И. Нигматулин, биоорганическая химия — М. С. Юнусов (Г. А. Толстиков) и др.